# Arnold von Solms
Arnold von Solms (mort le 19 juillet 1296) est évêque de Bamberg de 1286 à sa mort.

## Biographie
Arnold vient de la maison de Solms.
Arnold est nommé évêque de Bamberg le 15 mai 1286 par le pape Honorius IV. Il reçoit l'ordination épiscopale à Rome avant le 13 juin 1286.
Arnold fait prospérer le principauté de manière significative, mais il doit mettre en gage des châteaux et des possessions. Il est le fondateur de nombreux abbayes et hôpitaux.

## Source, notes et références
- (de) Cet article est partiellement ou en totalité issu de l’article de Wikipédia en allemand intitulé « Arnold von Solms » (voir la liste des auteurs).